# Canton de Villeneuve-sur-Aisne
Le canton de Villeneuve-sur-Aisne, précédemment appelé canton de Guignicourt, est une circonscription électorale française du département de l'Aisne, créée par le décret du 21 février 2014 et entrant en vigueur lors des élections départementales de 2015.

## Histoire
Un nouveau découpage territorial de l'Aisne entre en vigueur en mars 2015, défini par le décret du 21 février 2014, en application des lois du 17 mai 2013 (loi organique 2013-402 et loi 2013-403). Les conseillers départementaux sont, à compter de ces élections, élus au scrutin majoritaire binominal mixte. Les électeurs de chaque canton élisent au Conseil départemental, nouvelle appellation du Conseil général, deux membres de sexe différent, qui se présentent en binôme de candidats. Les conseillers départementaux sont élus pour 6 ans au scrutin binominal majoritaire à deux tours, l'accès au second tour nécessitant 12,5 % des inscrits au premier tour. En outre la totalité des conseillers départementaux est renouvelée. Ce nouveau mode de scrutin nécessite un redécoupage des cantons dont le nombre est divisé par deux avec arrondi à l'unité impaire supérieure. 
Dans l'Aisne, le nombre de cantons passe ainsi de 42 à 21. Le canton de Guignicourt fait partie des huit nouveaux cantons du département, les treize autres cantons portant la dénomination d'un ancien canton, mais avec des limites territoriales différentes.
Le nouveau canton regroupe ceux de Neufchâtel-sur-Aisne, de Sissonne et de Craonne, à l'exception des communes de Lierval, de Cerny-en-Laonnois, de Colligis-Crandelain, de Chamouille, de Monthenault et de Martigny-Courpierre. Ployart-et-Vaurseine, commune de l'ancien canton de Laon-Sud et Chevregny, commune de l'ancien canton d'Anizy-le-Château ont été également adjoint au nouveau canton. Le bureau centralisateur est fixé à Guignicourt.
La commune de Gernicourt, ayant émis le souhait de fusionner avec celle de Cormicy, dans la Marne sous le régime de la commune nouvelle, par décret n°2016-1912 du 28 décembre 2016, elle est rattachée au département de la Marne le 31 décembre 2016. Gernicourt devient le 1er janvier 2017, une commune déléguée de Cormicy, par décret du 31 décembre 2016.
Le 1er janvier 2019, Guignicourt, bureau centralisateur du canton, et Menneville fusionnent pour former la commune nouvelle de Villeneuve-sur-Aisne. La nouvelle commune devient le nouveau bureau centralisateur du canton et le canton prend sa dénomination actuelle par décret du 24 février 2021. Initialement formé de 78 communes à sa création, le canton comprend désormais 76 communes dus à la création de la commune nouvelle de Villeneuve-sur-Aisne et du détachement de la commune de Gernicourt en 2017 pour être rattachée au département de la Marne.

## Représentation
| Période élective | Période élective | Mandat | Mandat   | Identité            | Nuance | Nuance | Qualité |
| ---------------- | ---------------- | ------ | -------- | ------------------- | ------ | ------ | --- |
| 2015             | 2021             | 2015   | 2021     | Philippe Timmerman  |        | DVD    | Maire de Guignicourt puis de Villeneuve-sur-Aisne Ancien conseiller général du canton de Neufchâtel-sur-Aisne (2001-2015) |
| 2015             | 2021             | 2015   | 2021     | Bernadette Vannobel |        | DVD    | Infirmière retraitée, Sissonne 11eme Vice-Présidente du Conseil départemental                                             |
| 2021             | 2028             | 2021   | en cours | Paul Mougenot       |        | DVD    | Agriculteur et juriste Premier adjoint au maire d'Aguilcourt                                                              |
| 2021             | 2028             | 2021   | en cours | Coralie Venet       |        | DVD    | Assistante commerciale à Corbeny                                                                                          |

### Résultats détaillés

#### Élections de mars 2015
Au second tour, Philippe Timmerman et Bernadette Vannobel (Union de la Droite) sont élus Conseillers départementaux de l'Aisne avec 55,12 % des suffrages exprimés et un taux de participation de 55,66 % (5 130 voix pour 10 146 votants et 18 230 inscrits)

#### Élections de juin 2021
Le premier tour des élections départementales de 2021 est marqué par un très faible taux de participation (33,26 % au niveau national). Dans le canton de Villeneuve-sur-Aisne, ce taux de participation est de 38,25 % (7 157 votants sur 18 709 inscrits) contre 34,94 % au niveau départemental. À l'issue de ce premier tour, deux binômes sont en ballottage : Paul Mougenot et Coralie Venet (DVD, 31,18 %) et Nicolas Olivier et Viviane Waxin (RN, 28,75 %).
Le second tour des élections est marqué une nouvelle fois par une abstention massive équivalente au premier tour. Les taux de participation sont de 34,3 % au niveau national, 34,65 % dans le département et 38,19 % dans le canton de Villeneuve-sur-Aisne. Paul Mougenot et Coralie Venet (DVD) sont élus avec 65,44 % des suffrages exprimés (4 379 voix pour 7 147 votants et 18 712 inscrits),.

## Composition
Le canton de Villeneuve-sur-Aisne est composé de 76 communes.
| Nom                                          | Code Insee | Intercommunalité           | Superficie (km2) | Population (dernière pop. légale) | Densité (hab./km2) | Modifier                                    |
| -------------------------------------------- | ---------- | -------------------------- | ---------------- | --------------------------------- | ------------------ | ------------------------------------------- |
| Villeneuve-sur-Aisne (bureau centralisateur) | 02360      | CC de la Champagne Picarde | 25,03            | 2 788 (2022)                      | 111                | modifier les données · modifier les données |
| Aguilcourt                                   | 02005      | CC de la Champagne Picarde | 10,57            | 405 (2022)                        | 38                 | modifier les données · modifier les données |
| Aizelles                                     | 02007      | CC du Chemin des Dames     | 4,88             | 119 (2022)                        | 24                 | modifier les données · modifier les données |
| Amifontaine                                  | 02013      | CC de la Champagne Picarde | 27,90            | 386 (2022)                        | 14                 | modifier les données · modifier les données |
| Aubigny-en-Laonnois                          | 02033      | CC du Chemin des Dames     | 4,41             | 101 (2022)                        | 23                 | modifier les données · modifier les données |
| Beaurieux                                    | 02058      | CC du Chemin des Dames     | 9,69             | 813 (2022)                        | 84                 | modifier les données · modifier les données |
| Berrieux                                     | 02072      | CC du Chemin des Dames     | 4,98             | 177 (2022)                        | 36                 | modifier les données · modifier les données |
| Berry-au-Bac                                 | 02073      | CC de la Champagne Picarde | 8,10             | 720 (2022)                        | 89                 | modifier les données · modifier les données |
| Bertricourt                                  | 02076      | CC de la Champagne Picarde | 4,48             | 154 (2022)                        | 34                 | modifier les données · modifier les données |
| Boncourt                                     | 02097      | CC de la Champagne Picarde | 13,29            | 270 (2022)                        | 20                 | modifier les données · modifier les données |
| Bouconville-Vauclair                         | 02102      | CC du Chemin des Dames     | 13,04            | 184 (2022)                        | 14                 | modifier les données · modifier les données |
| Bouffignereux                                | 02104      | CC de la Champagne Picarde | 4,36             | 95 (2022)                         | 22                 | modifier les données · modifier les données |
| Bourg-et-Comin                               | 02106      | CC du Chemin des Dames     | 5,12             | 809 (2022)                        | 158                | modifier les données · modifier les données |
| Braye-en-Laonnois                            | 02115      | CC du Chemin des Dames     | 8,09             | 189 (2022)                        | 23                 | modifier les données · modifier les données |
| Bucy-lès-Pierrepont                          | 02133      | CC de la Champagne Picarde | 14,46            | 406 (2022)                        | 28                 | modifier les données · modifier les données |
| Chaudardes                                   | 02171      | CC de la Champagne Picarde | 4,70             | 91 (2022)                         | 19                 | modifier les données · modifier les données |
| Chermizy-Ailles                              | 02178      | CC du Chemin des Dames     | 10,95            | 121 (2022)                        | 11                 | modifier les données · modifier les données |
| Chevregny                                    | 02183      | CC du Chemin des Dames     | 8,85             | 191 (2022)                        | 22                 | modifier les données · modifier les données |
| Chivres-en-Laonnois                          | 02189      | CC de la Champagne Picarde | 13,56            | 354 (2022)                        | 26                 | modifier les données · modifier les données |
| Concevreux                                   | 02208      | CC de la Champagne Picarde | 12,51            | 260 (2022)                        | 21                 | modifier les données · modifier les données |
| Condé-sur-Suippe                             | 02211      | CC de la Champagne Picarde | 5,83             | 343 (2022)                        | 59                 | modifier les données · modifier les données |
| Corbeny                                      | 02215      | CC du Chemin des Dames     | 15,23            | 849 (2022)                        | 56                 | modifier les données · modifier les données |
| Coucy-lès-Eppes                              | 02218      | CC de la Champagne Picarde | 6,03             | 647 (2022)                        | 107                | modifier les données · modifier les données |
| Courtrizy-et-Fussigny                        | 02229      | CC de la Champagne Picarde | 4,22             | 76 (2022)                         | 18                 | modifier les données · modifier les données |
| Craonne                                      | 02234      | CC du Chemin des Dames     | 8,62             | 85 (2022)                         | 9,9                | modifier les données · modifier les données |
| Craonnelle                                   | 02235      | CC du Chemin des Dames     | 5,91             | 118 (2022)                        | 20                 | modifier les données · modifier les données |
| Cuiry-lès-Chaudardes                         | 02250      | CC du Chemin des Dames     | 5,15             | 80 (2022)                         | 16                 | modifier les données · modifier les données |
| Cuissy-et-Geny                               | 02252      | CC du Chemin des Dames     | 4,97             | 71 (2022)                         | 14                 | modifier les données · modifier les données |
| Ébouleau                                     | 02274      | CC de la Champagne Picarde | 13,03            | 173 (2022)                        | 13                 | modifier les données · modifier les données |
| Évergnicourt                                 | 02299      | CC de la Champagne Picarde | 9,15             | 526 (2022)                        | 57                 | modifier les données · modifier les données |
| Gizy                                         | 02346      | CC de la Champagne Picarde | 10,25            | 634 (2022)                        | 62                 | modifier les données · modifier les données |
| Goudelancourt-lès-Berrieux                   | 02349      | CC du Chemin des Dames     | 5,54             | 62 (2022)                         | 11                 | modifier les données · modifier les données |
| Goudelancourt-lès-Pierrepont                 | 02350      | CC de la Champagne Picarde | 8,73             | 141 (2022)                        | 16                 | modifier les données · modifier les données |
| Guyencourt                                   | 02364      | CC de la Champagne Picarde | 4,20             | 246 (2022)                        | 59                 | modifier les données · modifier les données |
| Jumigny                                      | 02396      | CC du Chemin des Dames     | 2,49             | 62 (2022)                         | 25                 | modifier les données · modifier les données |
| Juvincourt-et-Damary                         | 02399      | CC de la Champagne Picarde | 29,82            | 608 (2022)                        | 20                 | modifier les données · modifier les données |
| Lappion                                      | 02409      | CC de la Champagne Picarde | 23,71            | 281 (2022)                        | 12                 | modifier les données · modifier les données |
| Liesse-Notre-Dame                            | 02430      | CC de la Champagne Picarde | 9,96             | 1 265 (2022)                      | 127                | modifier les données · modifier les données |
| Lor                                          | 02440      | CC de la Champagne Picarde | 8,87             | 139 (2022)                        | 16                 | modifier les données · modifier les données |
| Mâchecourt                                   | 02448      | CC de la Champagne Picarde | 10,08            | 109 (2022)                        | 11                 | modifier les données · modifier les données |
| Maizy                                        | 02453      | CC de la Champagne Picarde | 7,09             | 398 (2022)                        | 56                 | modifier les données · modifier les données |
| La Malmaison                                 | 02454      | CC de la Champagne Picarde | 25,61            | 403 (2022)                        | 16                 | modifier les données · modifier les données |
| Marchais                                     | 02457      | CC de la Champagne Picarde | 15,30            | 391 (2022)                        | 26                 | modifier les données · modifier les données |
| Mauregny-en-Haye                             | 02472      | CC de la Champagne Picarde | 10,46            | 403 (2022)                        | 39                 | modifier les données · modifier les données |
| Meurival                                     | 02482      | CC de la Champagne Picarde | 2,89             | 58 (2022)                         | 20                 | modifier les données · modifier les données |
| Missy-lès-Pierrepont                         | 02486      | CC de la Champagne Picarde | 6,60             | 106 (2022)                        | 16                 | modifier les données · modifier les données |
| Montaigu                                     | 02498      | CC de la Champagne Picarde | 23,51            | 766 (2022)                        | 33                 | modifier les données · modifier les données |
| Moulins                                      | 02530      | CC du Chemin des Dames     | 1,60             | 77 (2022)                         | 48                 | modifier les données · modifier les données |
| Moussy-Verneuil                              | 02531      | CC du Chemin des Dames     | 6,43             | 139 (2022)                        | 22                 | modifier les données · modifier les données |
| Muscourt                                     | 02534      | CC de la Champagne Picarde | 2,18             | 45 (2022)                         | 21                 | modifier les données · modifier les données |
| Neufchâtel-sur-Aisne                         | 02541      | CC de la Champagne Picarde | 2,86             | 423 (2022)                        | 148                | modifier les données · modifier les données |
| Neuville-sur-Ailette                         | 02550      | CC du Chemin des Dames     | 4,45             | 119 (2022)                        | 27                 | modifier les données · modifier les données |
| Nizy-le-Comte                                | 02553      | CC de la Champagne Picarde | 31,53            | 232 (2022)                        | 7,4                | modifier les données · modifier les données |
| Œuilly                                       | 02565      | CC du Chemin des Dames     | 2,86             | 295 (2022)                        | 103                | modifier les données · modifier les données |
| Orainville                                   | 02572      | CC de la Champagne Picarde | 8,69             | 496 (2022)                        | 57                 | modifier les données · modifier les données |
| Oulches-la-Vallée-Foulon                     | 02578      | CC du Chemin des Dames     | 4,45             | 82 (2022)                         | 18                 | modifier les données · modifier les données |
| Paissy                                       | 02582      | CC du Chemin des Dames     | 7,08             | 79 (2022)                         | 11                 | modifier les données · modifier les données |
| Pancy-Courtecon                              | 02583      | CC du Chemin des Dames     | 6,37             | 56 (2022)                         | 8,8                | modifier les données · modifier les données |
| Pargnan                                      | 02588      | CC du Chemin des Dames     | 2,39             | 66 (2022)                         | 28                 | modifier les données · modifier les données |
| Pignicourt                                   | 02601      | CC de la Champagne Picarde | 7,01             | 175 (2022)                        | 25                 | modifier les données · modifier les données |
| Ployart-et-Vaurseine                         | 02609      | CC du Chemin des Dames     | 4,93             | 23 (2022)                         | 4,7                | modifier les données · modifier les données |
| Pontavert                                    | 02613      | CC de la Champagne Picarde | 13,37            | 605 (2022)                        | 45                 | modifier les données · modifier les données |
| Prouvais                                     | 02626      | CC de la Champagne Picarde | 18,22            | 339 (2022)                        | 19                 | modifier les données · modifier les données |
| Proviseux-et-Plesnoy                         | 02627      | CC de la Champagne Picarde | 11,21            | 133 (2022)                        | 12                 | modifier les données · modifier les données |
| Roucy                                        | 02656      | CC de la Champagne Picarde | 6,96             | 375 (2022)                        | 54                 | modifier les données · modifier les données |
| Saint-Erme-Outre-et-Ramecourt                | 02676      | CC de la Champagne Picarde | 20,11            | 1 700 (2022)                      | 85                 | modifier les données · modifier les données |
| Saint-Thomas                                 | 02696      | CC du Chemin des Dames     | 2,50             | 72 (2022)                         | 29                 | modifier les données · modifier les données |
| Sainte-Croix                                 | 02675      | CC du Chemin des Dames     | 3,35             | 130 (2022)                        | 39                 | modifier les données · modifier les données |
| Sainte-Preuve                                | 02690      | CC de la Champagne Picarde | 9,61             | 68 (2022)                         | 7,1                | modifier les données · modifier les données |
| La Selve                                     | 02705      | CC de la Champagne Picarde | 4,77             | 198 (2022)                        | 42                 | modifier les données · modifier les données |
| Sissonne                                     | 02720      | CC de la Champagne Picarde | 53,53            | 2 061 (2022)                      | 39                 | modifier les données · modifier les données |
| Trucy                                        | 02751      | CC du Chemin des Dames     | 3,01             | 141 (2022)                        | 47                 | modifier les données · modifier les données |
| Variscourt                                   | 02761      | CC de la Champagne Picarde | 5,56             | 218 (2022)                        | 39                 | modifier les données · modifier les données |
| Vassogne                                     | 02764      | CC du Chemin des Dames     | 2,93             | 92 (2022)                         | 31                 | modifier les données · modifier les données |
| Vendresse-Beaulne                            | 02778      | CC du Chemin des Dames     | 8,71             | 99 (2022)                         | 11                 | modifier les données · modifier les données |
| La Ville-aux-Bois-lès-Pontavert              | 02803      | CC de la Champagne Picarde | 8,32             | 148 (2022)                        | 18                 | modifier les données · modifier les données |
| Canton de Villeneuve-sur-Aisne               | 0206       |                            | 757,21           | 26 359 (2022)                     | 35                 | modifier les données                        |

## Démographie
En 2022, le canton comptait 26 359 habitants, en évolution de −0,14 % par rapport à 2016 (Aisne : −1,97 %, France hors Mayotte : +2,11 %).
| 2013   | 2018   | 2022   |
| ------ | ------ | ------ |
| 26 428 | 26 367 | 26 359 |